# Chapelle Sainte-Monique de Carthage
La chapelle Sainte-Monique de Carthage, située dans la ville de Carthage en Tunisie, est une église catholique bâtie en 1896 à l'époque du protectorat français à l'intention des franciscaines missionnaires de Marie. Nationalisée en 1966, elle abrite désormais une salle de conférences de l'Institut des hautes études commerciales de Carthage.

## Construction de l'église

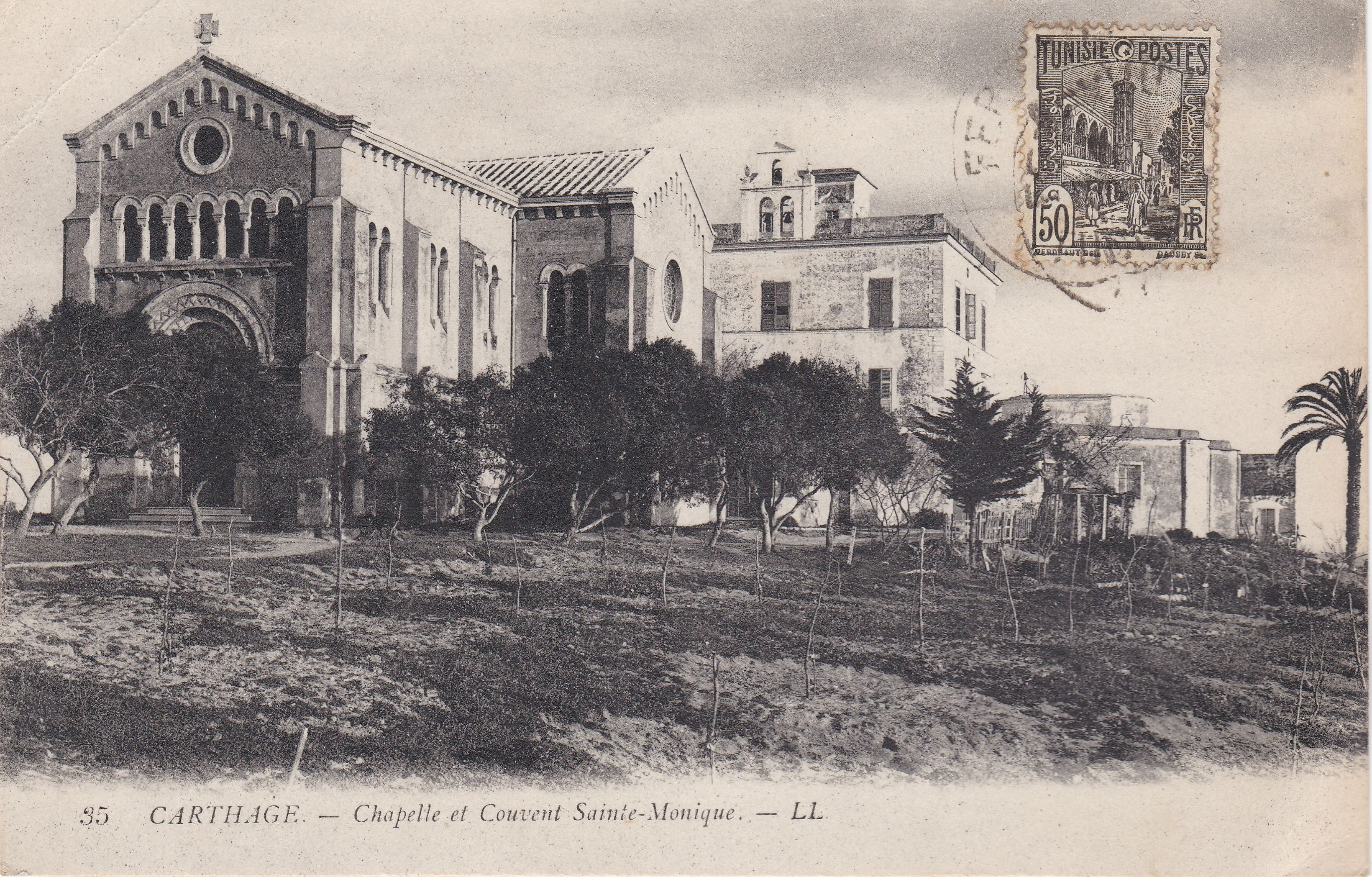
Chapelle et couvent dans les années 1910.

Les premières sœurs franciscaines arrivent dès 1885 en Tunisie. Elles élisent domicile dans une construction cubique, ancienne habitation d'un garde des sceaux (saheb ettabaâ), qu'on leur a réservée sur une colline à proximité de la basilique de Saint-Cyprien. La proximité de la chapelle dite « des larmes de Sainte Monique » donne son nom à la communauté dont les membres sont bientôt surnommées les « Moniquettes ».
À la demande de l'archevêché, elles ouvrent un pensionnat et un orphelinat dès 1885. Accueillant une quarantaine d'enfants dans un premier temps, l'établissement doit faire face à de nombreuses difficultés financières car ne pouvant compter que sur la générosité des fidèles.
Le 8 mai 1895, la première pierre de la future église est bénie par l'archevêque de Carthage, Mgr Clément Combes. En mémoire des martyrs Perpétue et Félicité, celle-ci provient des vestiges de la basilique Majorum où, d'après la tradition, les deux saintes furent inhumées.
Les dons des fidèles de toutes religions affluent et, le 4 mai 1896, la nouvelle chapelle Sainte-Monique est inaugurée.

## Historique de l'établissement
L'application en Tunisie de la loi de séparation des Églises et de l'État entraîne la fermeture du pensionnat en 1905 mais l'orphelinat reste autorisé malgré des conditions matérielles qui restent difficiles. L'endroit est isolé, obligeant les fillettes à de longues marches pour pouvoir vendre leurs travaux de broderie à Tunis. Heureusement, l'extension de la ligne du TGM arrive en 1908 à proximité de l'établissement avec la construction de l'arrêt « Sainte Monique ».
En 1921, l'intervention d'un sourcier permet de faciliter l'approvisionnement en eau de la communauté. Cette année-là, on y compte soixante orphelines rejointes en cours par des filles tunisiennes externes qui arrivent en voitures fermées. Ce n'est qu'en 1939 que l'augmentation des subventions publiques permet d'assurer de bonnes conditions matérielles aux pensionnaires.

## Bâtiment après l'indépendance
L'orphelinat disparaît en 1956 et l'établissement se consacre alors uniquement à l'enseignement primaire. De 80 élèves en 1957, les effectifs passent à 170 en 1960 grâce à l'arrivée de nombreuses jeunes filles tunisiennes. Un jardin d'enfants appliquant la pédagogie Montessori est ouvert et rencontre un vif succès.
La communauté catholique échappe à la confiscation de ses biens lors du modus vivendi signé entre le gouvernement tunisien et le Vatican le 10 juillet 1964. Contrairement aux églises qui sont nationalisées, « le Gouvernement de la République Tunisienne autorise les établissements scolaires (écoles, collèges, jardins d'enfants, pouponnières) ou hospitaliers (clinique et dispensaires) appartenant à des associations, des sociétés civiles ou anonymes à participation religieuse et dont la liste figure à l'annexe VI, à continuer à exercer leur activité ».
Ce n'est que partie remise : les religieuses reçoivent notification de la nationalisation de leur propriété le 27 juin 1966. Elles deviennent alors locataires de leur propre établissement. Le 6 avril 1970, décision est prise de quitter les lieux malgré la demande des autorités tunisiennes de garder l'école ouverte.
La chapelle et l'école sont désormais intégrées dans le site de l'Institut des hautes études commerciales de Carthage.